# Cilostazol
Cilostazol, được bán dưới tên thương hiệu Plet và các thương hiệu khác, là một loại thuốc được sử dụng để điều trị các triệu chứng của chứng đau không liên tục trong bệnh động mạch ngoại biên. Nếu không thấy cải thiện sau 3 tháng, cần ngừng sử dụng thuốc. Nó cũng có thể được sử dụng để ngăn ngừa đột quỵ. Nó được uống qua đường miệng.
Các tác dụng phụ thường gặp bao gồm đau đầu, tiêu chảy, chóng mặt và ho. Tác dụng phụ nghiêm trọng có thể bao gồm giảm tỷ lệ sống sót ở những người bị suy tim, tiểu cầu thấp và bạch cầu thấp. Cilostazol là một chất ức chế phosphodiesterase 3 hoạt động bằng cách ức chế kết tập tiểu cầu và làm giãn động mạch.
Cilostazol đã được phê duyệt cho sử dụng y tế tại Hoa Kỳ vào năm 1999. Nó có sẵn như là một loại thuốc gốc. Một tháng cung cấp ở Vương quốc Anh tiêu tốn của NHS khoảng 5 £ vào năm 2019. Tại Hoa Kỳ, chi phí bán buôn của số thuốc này là khoảng US $ 6,20. Năm 2016, đây là loại thuốc được kê đơn nhiều thứ 264 tại Hoa Kỳ với hơn một triệu đơn thuốc.

## Sử dụng trong y tế
Cilostazol được chấp thuận để điều trị chứng đau không liên tục tại Hoa Kỳ. Việc sử dụng như vậy tuy nhiên không được khuyến nghị ở Vương quốc Anh.
Cilostazol cũng được sử dụng để phòng ngừa đột quỵ thứ phát.

### Suy tim
Cilostazol nguy hiểm cho những người bị suy tim nặng. Cilostazol đã được nghiên cứu ở những người không bị suy tim, tại đó nghiên cứu không thấy bằng chứng về tác hại, nhưng sẽ cần nhiều dữ liệu hơn để xác định không có rủi ro tồn tại. Mặc dù cilostazol sẽ không được chấp nhận đối với một tình trạng bệnh đơn giản, Ủy ban Tư vấn Tim mạch và FDA đã kết luận rằng bệnh nhân và bác sĩ được thông báo đầy đủ nên có thể chọn sử dụng nó để điều trị bệnh đau không liên tục. Đánh dấu bệnh nhân khi dùng thuốc và bác sĩ chứng tỏ mối quan tâm đến thuốc và thông tin về khả năng điều trị của thuốc này là không đầy đủ.

## Tác dụng phụ
Các tác dụng phụ có thể xảy ra khi sử dụng cilostazol bao gồm đau đầu (phổ biến nhất), tiêu chảy, không có khả năng giữ nhiệt nghiêm trọng, phân bất thường, tăng nhịp tim và đánh trống ngực.